# Seedfarm
Seedfarm ist ein Verwaltungsbezirk (Ward) des Distrikts Songea (MC) in der tansanischen Region Ruvuma.

## Geografie
Seedfarm liegt im Südwesten von Tansania. Es ist ein Stadtteil im Osten der Regionshauptstadt Songea, Er grenzt im Norden an Mshangano, im Osten an Mletele, im Süden an Matogoro und Ndilimalitembo und im Westen an Mjini, Bombambili und Msamala. Bei der Volkszählung 2022 lebten 11.963 Menschen in 2897 Haushalten auf einer Fläche von 11 Quadratkilometern.

## Gliederung
Der Bezirk besteht aus vier Stadtteilen (Mtaa):
- Ruhila
- Ruhilaseko
- Kuchile
- Unangwa

## Infrastruktur
- Bildung: Im Bezirk liegen zwei weiterführende Schulen.[8] Die Songea Boys Secondary School ist eine staatliche Schule, die 1950 gegründet wurde. Seit 1960 bildet die Schule neben dem O-Level Studenten auch zum A-Level aus.[9] Die Golden Gate Secondary School ist eine Privatschule mit einer Ausbildung bis zur 4. Stufe (O-Level).[10] Sie wird von der St. Teresa Orphans Foundation geführt.[11]
- Verkehr: Durch den Bezirk verläuft die Nationalstraße T6.